# IC 3433
IC 3433 ist eine elliptische Zwerggalaxie vom Hubble-Typ dE4? im Sternbild Coma Berenices am Nordsternhimmel. Die Galaxie wird unter der Katalognummer VVC 1294 als Teil des Virgo-Galaxienhaufens gelistet.
Im selben Himmelsareal befinden sich unter anderem die Galaxien NGC 4450, NGC 4498, IC 3448, PGC 41263.
Das Objekt wurde am 7. Mai 1904 von Royal Harwood Frost entdeckt.